# Scalicus
Scalicus is een monotypisch geslacht van straalvinnige vissen uit de familie van de pantserponen (Peristediidae).

## Soort
- Scalicus orientalis (Fowler, 1938)